# Agostinheida
A Agostinheida é um poema herói-cómico em 9 Cantos, contra José Agostinho de Macedo, escrito por Nuno Álvares Pato Moniz (1781–1827), impresso em Londres em 1817.